# Tisserin gendarme
Ploceus cucullatus
Espèce
Statut de conservation UICN

 LC  : Préoccupation mineure
Statut CITES
Le Tisserin gendarme (Ploceus cucullatus), appelé aussi Tisserin Cap-Moor, Serin du Cap ou Sereñ Dikap sur l'Île Maurice, Oiseau Bellier ou Zwazo Belye à La Réunion, est une espèce de passereaux de la famille des Ploceidae.

## Morphologie

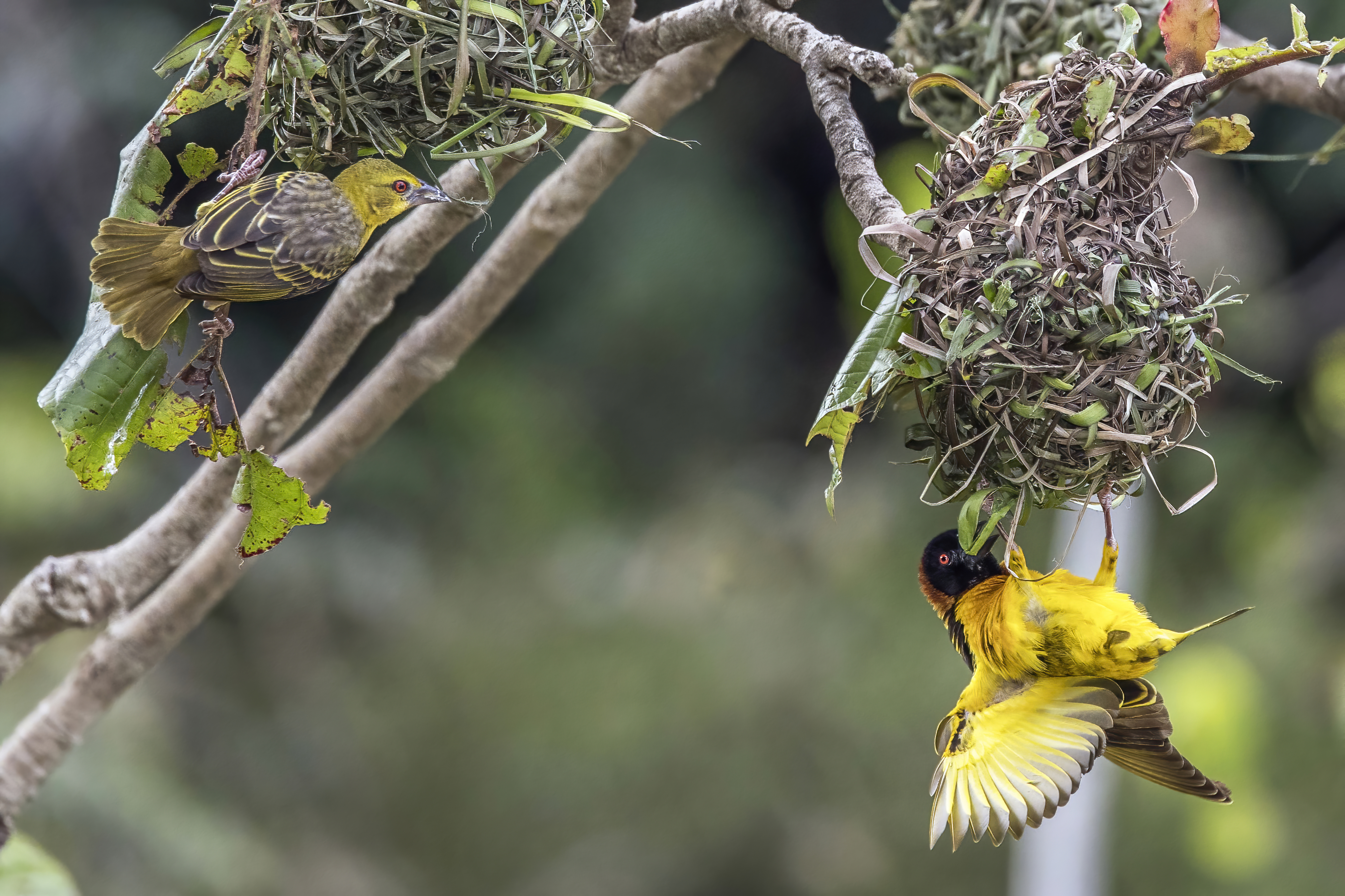
Un couple (mâle à droite).

C'est un oiseau de petite taille, mesurant entre 15 et 18 cm, pour un poids allant de 32 à 45 grammes.
Le dimorphisme sexuel est prononcé : le mâle est d'un jaune éclatant, avec la tête sombre et le bec noir. Tout comme chez la femelle, l'œil est rouge. La femelle possède des couleurs plus discrètes : le corps est vert-jaune, le bec gris clair.

## Écologie et comportement
Le Tisserin gendarme est un passereau largement grégaire, ses colonies allant de 20 à 60 nids suspendus aux branches de grands arbres et pouvant regrouper un total de 200 oiseaux.

### Reproduction
Il nidifie généralement de juin à février, mais le mâle construit son nid toute l’année. Celui-ci est caractéristique : en forme de boule, composé d’une chambre principale et d’une entrée dans la partie inférieure. Il est tissé avec diverses fibres végétales qui jaunissent avec le temps. Il est accroché à l’extrémité d’une branche haute ou d’une feuille de cocotier. 

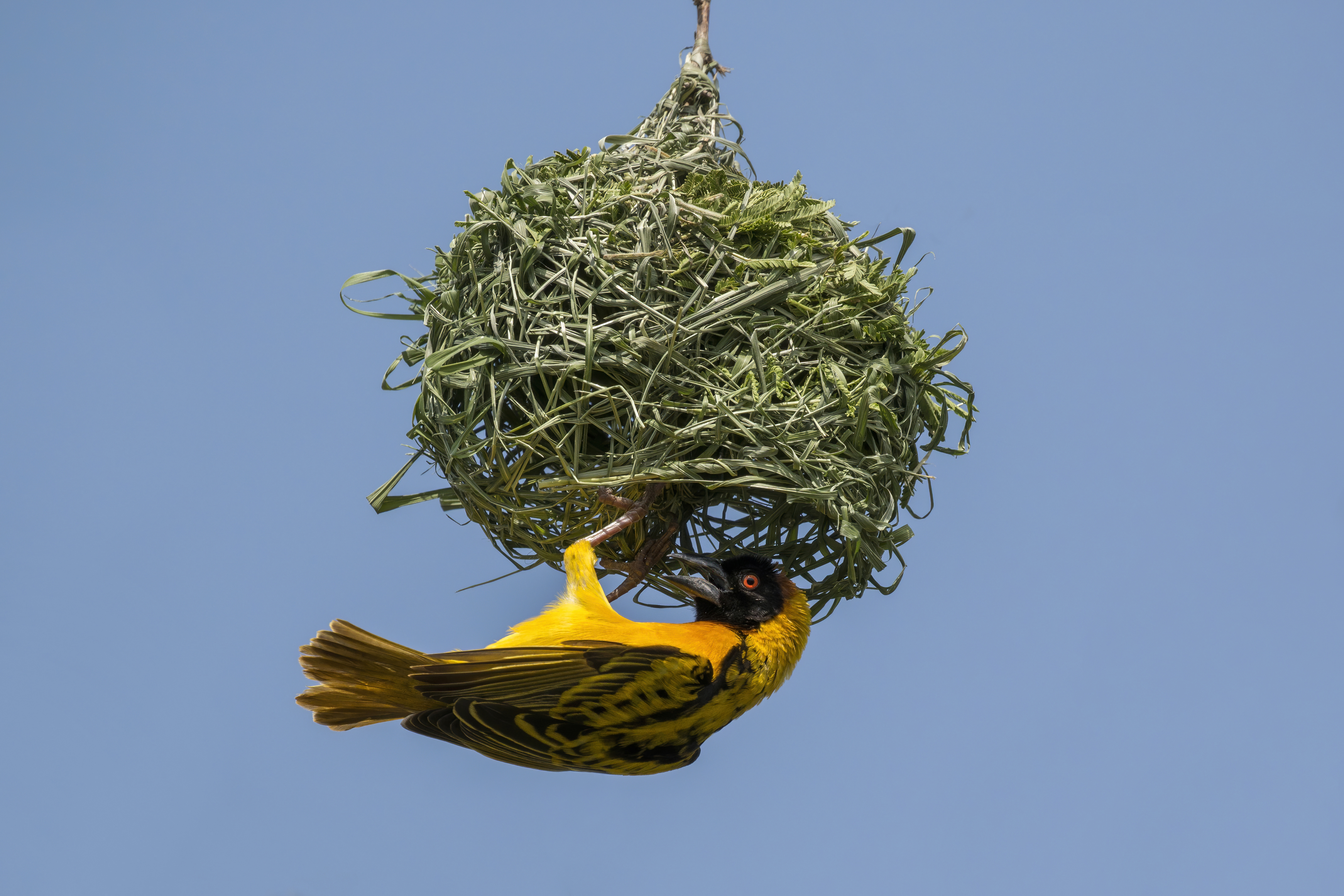
Mâle construisant son nid
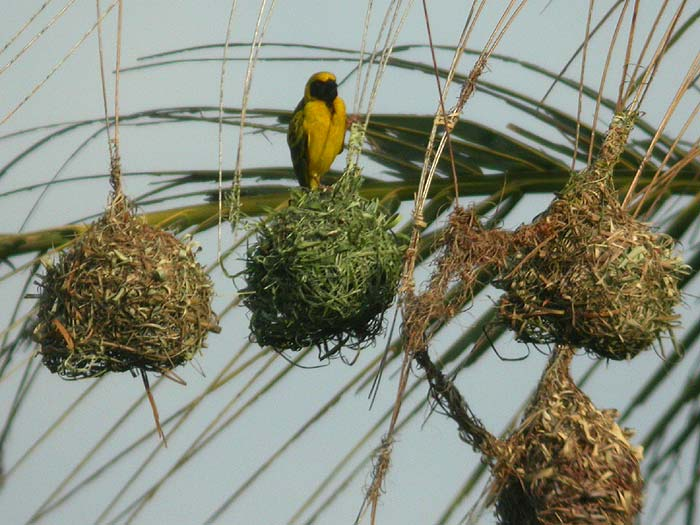
Nids dans un cocotier
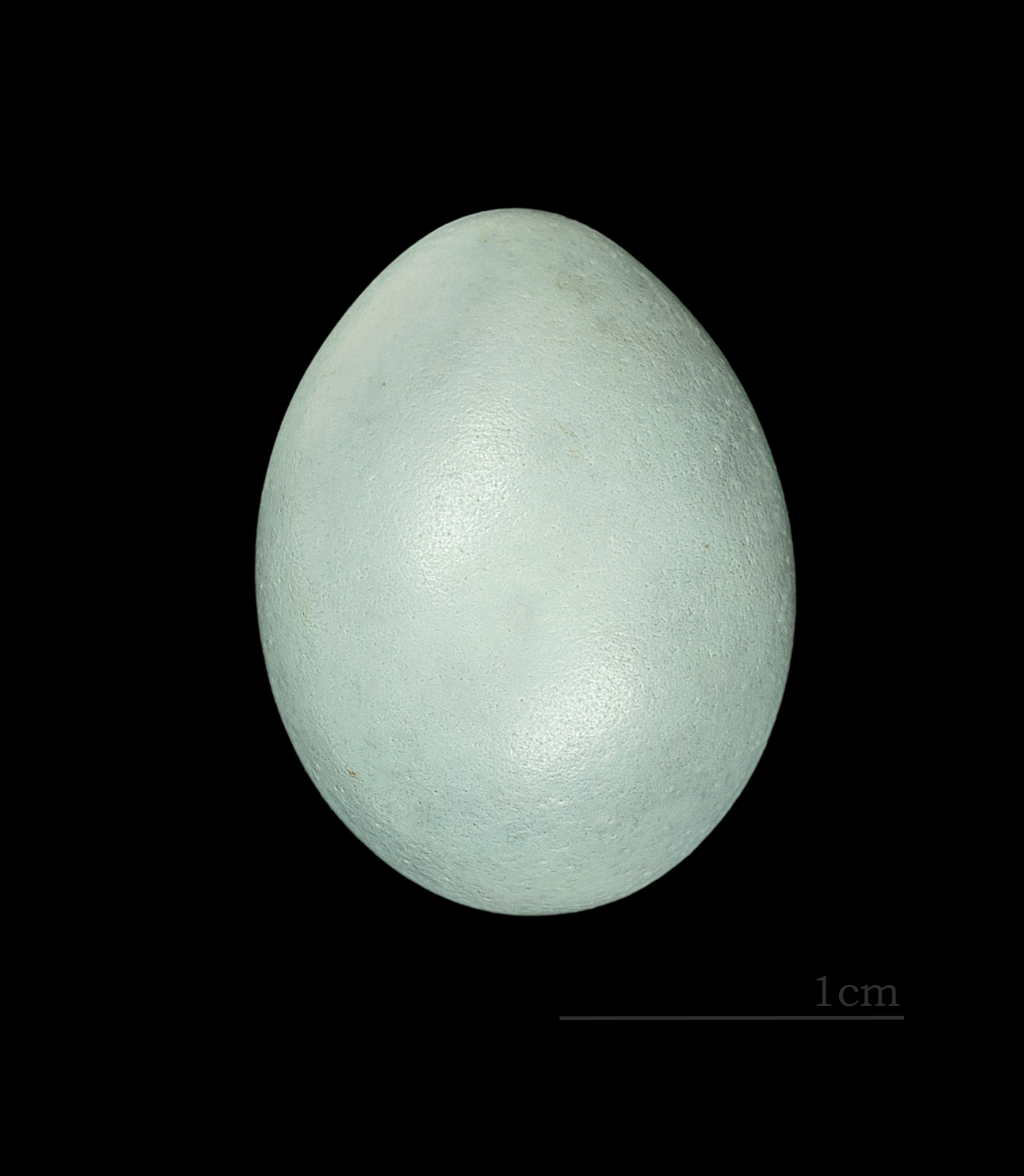
Œufs de Tisserin gendarme La Réunion MHNT

### Régime alimentaire

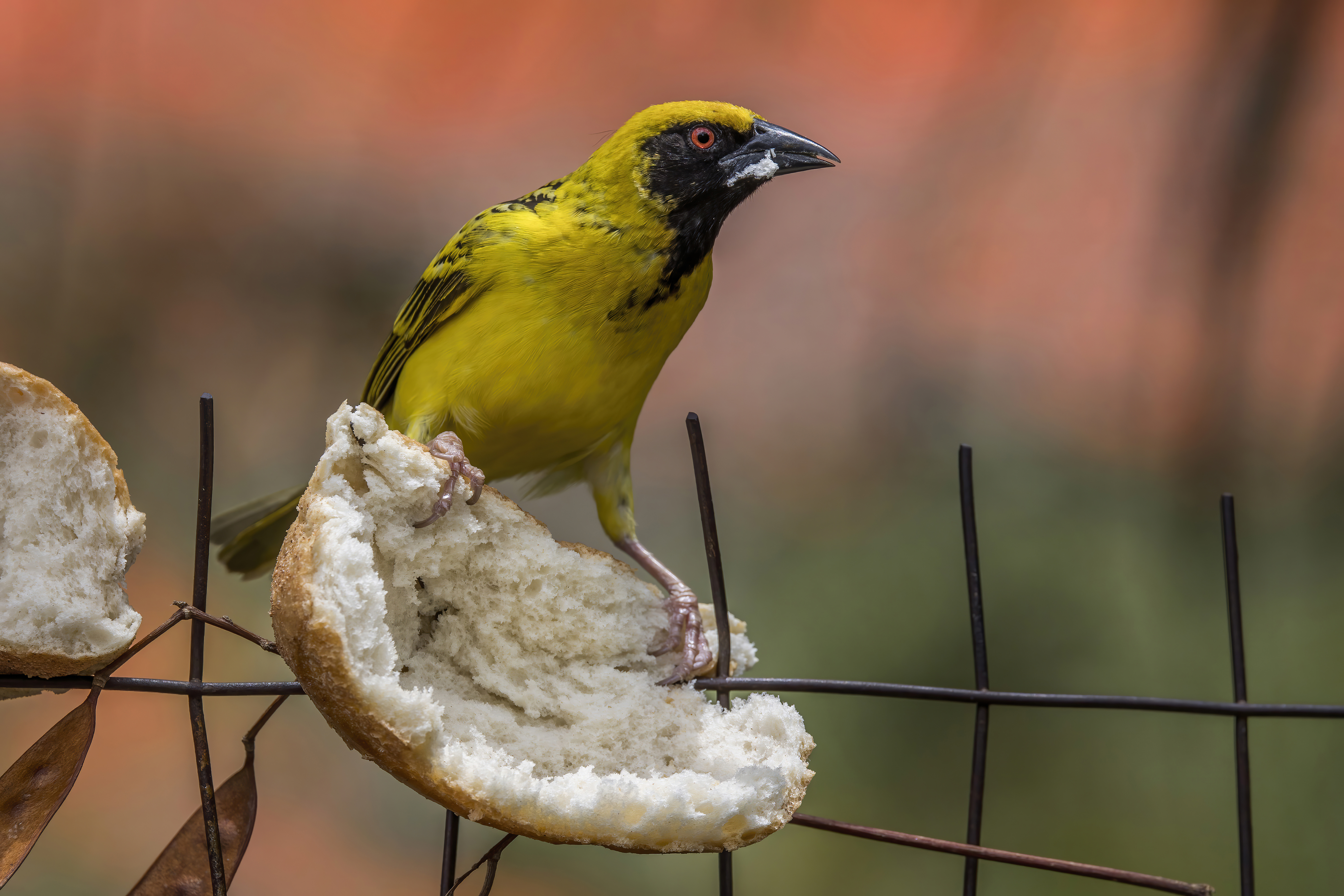
Un tisserin gendarme mâle prenant du pain dans le Jardin botanique Sir Seewoosagur Ramgoolam à Maurice. Décembre 2022.

Le Tisserin gendarme est essentiellement un granivore, consommant en particulier les graines de céréales ; il se nourrit aussi de nectar et de fruits. Il intègre à son régime une part d'environ 20% d'invertébrés, en particulier des insectes incluant les coléoptères, les fourmis et les termites. Cela en fait à la fois un allié et un ennemi des agriculteurs, dont il pille les cultures mais élimine aussi certains insectes ravageurs.

## Répartition et habitat
Il est présent dans toute l'Afrique subsaharienne. La sous-espèce Ploceus cucullatus spilonotus a aussi été introduite sur l'île Maurice et à La Réunion. On le retrouve aussi au nord de la Martinique, où il a été introduit en 1976 et sur d'autres îles des Caraïbes. Il a également été introduit au Portugal. Il est capable de vivre dans de nombreux milieux différents, aussi bien naturels comme les forêts (à l'exception des plus denses) que proche de l'homme dans les cultures et les jardins.

## Systématique
L'espèce Ploceus cucullatus a été décrite par l’ornithologue allemand Philipp Ludwig Statius Müller en 1776, sous le nom initial d'Oriolus cucullatus.

### Synonymie
- Oriolus cucullatus Müller, 1776 Protonyme

### Taxinomie

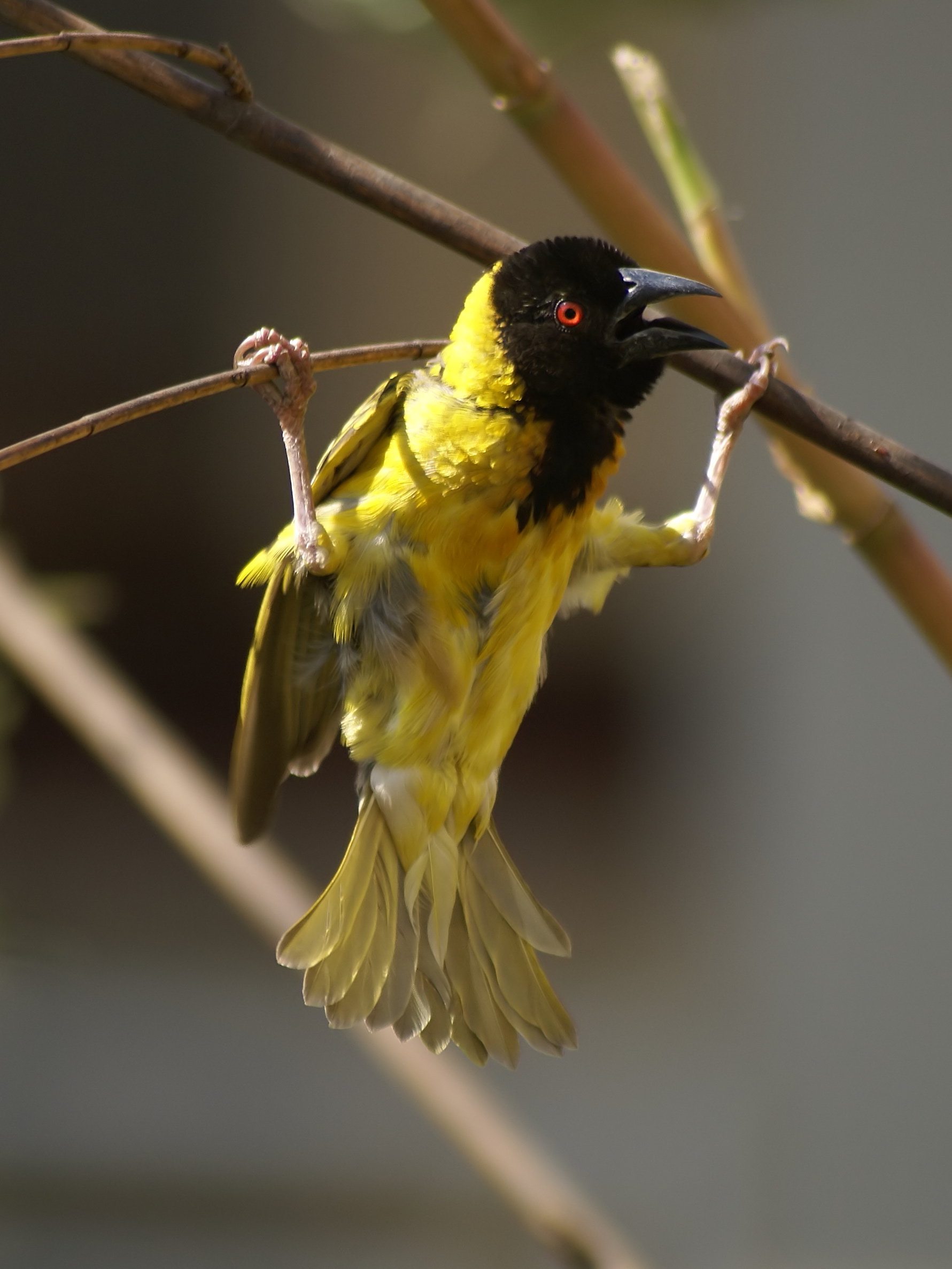
La sous-espèce P. c. nigriceps.

Selon la classification de référence du Congrès ornithologique international (15.1, 2025) il se répartit en huit sous-espèces (ordre phylogénique) :
- P. c. cucullatus (Statius Müller, 1776) — de la Sénégambie et sud de la Mauritanie au sud du Tchad, Cameroun et Bioko ;
- P. c. abyssinicus (Gmelin, 1789) — nord du Soudan, Érythrée et Éthiopie ;
- P. c. bohndorffi Reichenow, 1887 — Soudan du Sud, nord de la RDC, Ouganda, ouest du Kenya et nord-ouest de la Tanzanie ;
- P. c. frobenii Reichenow, 1923 —	sud/sud-est de la RDC ;
- P. c. collaris Vieillot, 1819 — Gabon, ouest de la RDC et Angola tête noire ;
- P. c. graueri Hartert, 1911 — est de la RDC, Rwanda et ouest de la Tanzanie ;
- P. c. nigriceps (Layard, 1867) — de l'est de l'Angola au sud de la Somalie et au Mozambique tête noire, nuque jaune ;
- P. c. spilonotus Vigors, 1831 — sud-est du Botswana, est de l'Afrique du Sud et sud du Mozambique arrière de la tête jaune.